# PortAventura World
PortAventura World är ett turistkomplex beläget i Salou (provinsen Tarragona) i Katalonien i nordöstra Spanien. Anläggningen, som upptar en yta av 8 kvadratkilometer, innefattar två nöjesparker (PortAventura Park och Ferrari Land), ett vattenland (PortAventura Aquatic Park), 6 hotell, en konferensanläggning, en 45-håls golfanläggning (PortAventura Golf) och en strandklubb. PortAventura Park invigdes den 1 maj 1995, efter att den byggdes som ett gemensamt projekt mellan bland andra The Tussauds Group, Anheuser-Busch och La Caixa.
Platsen för anläggningen var en av tre i Europa som utvärderades innan man valde Paris, när EuroDisney skulle byggas.

## PortAventura Park
Nöjesparken är uppdelad i följande sektioner:

### Mediterrania

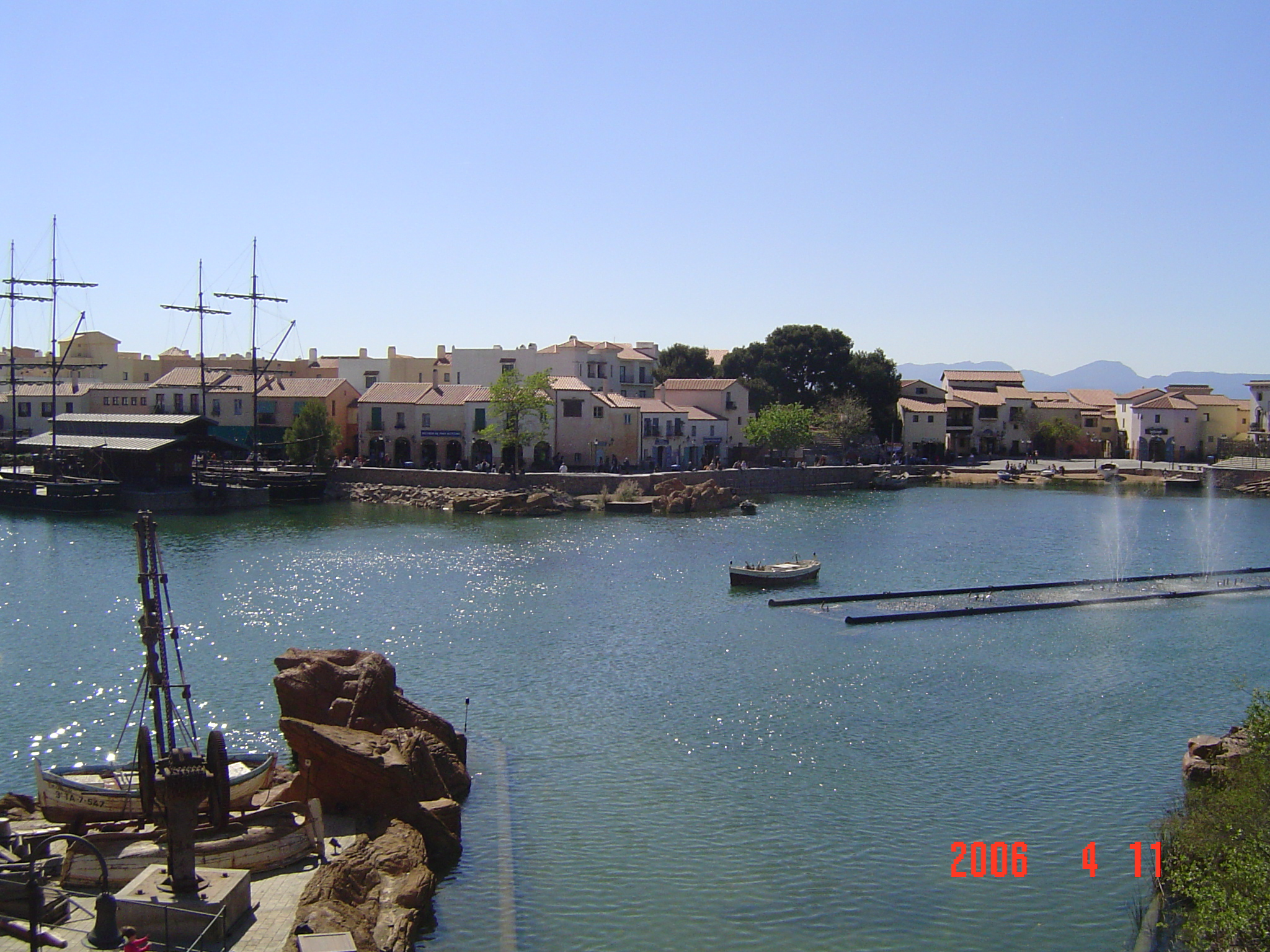
Mediterranea

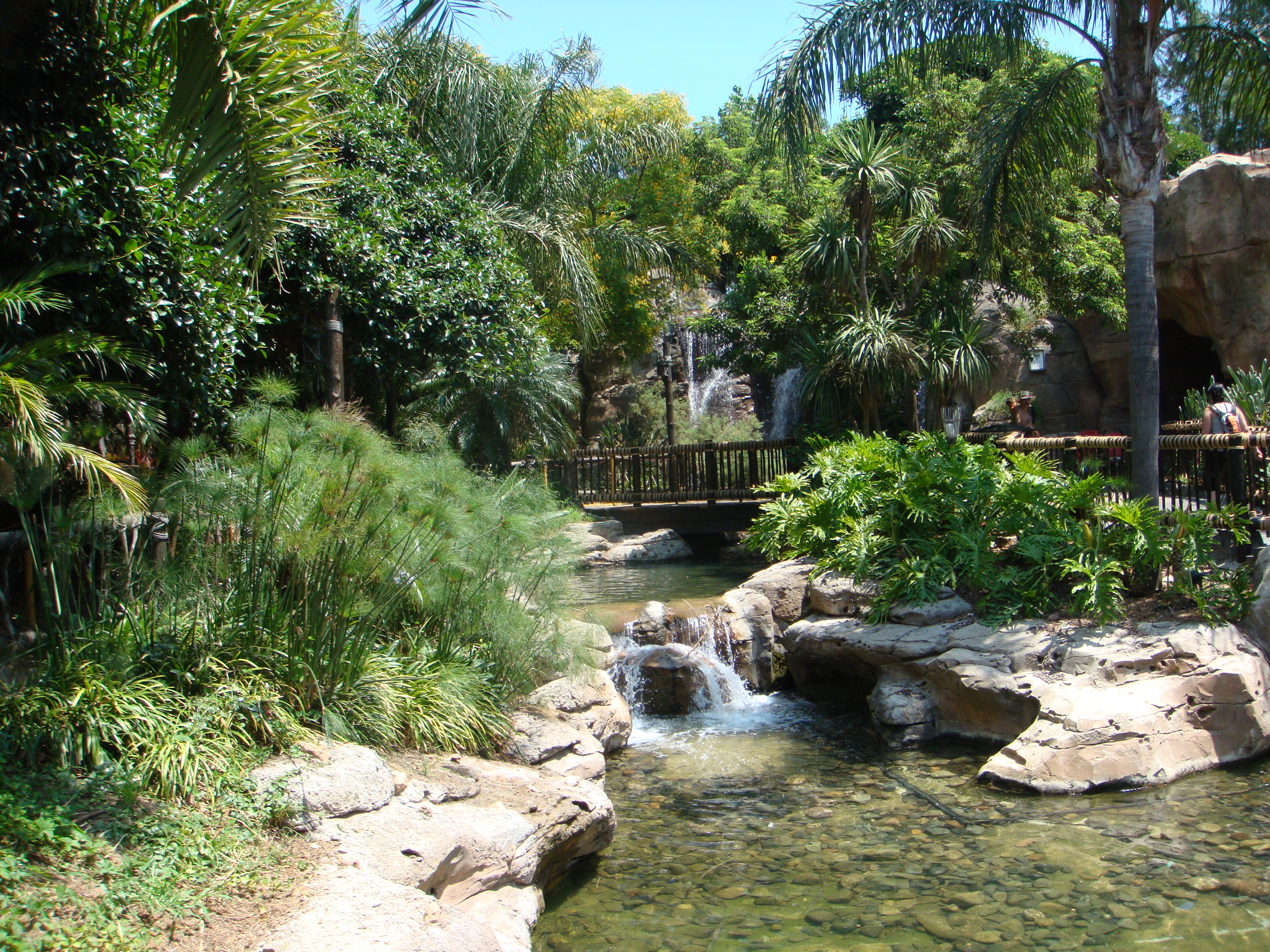
Polynesia

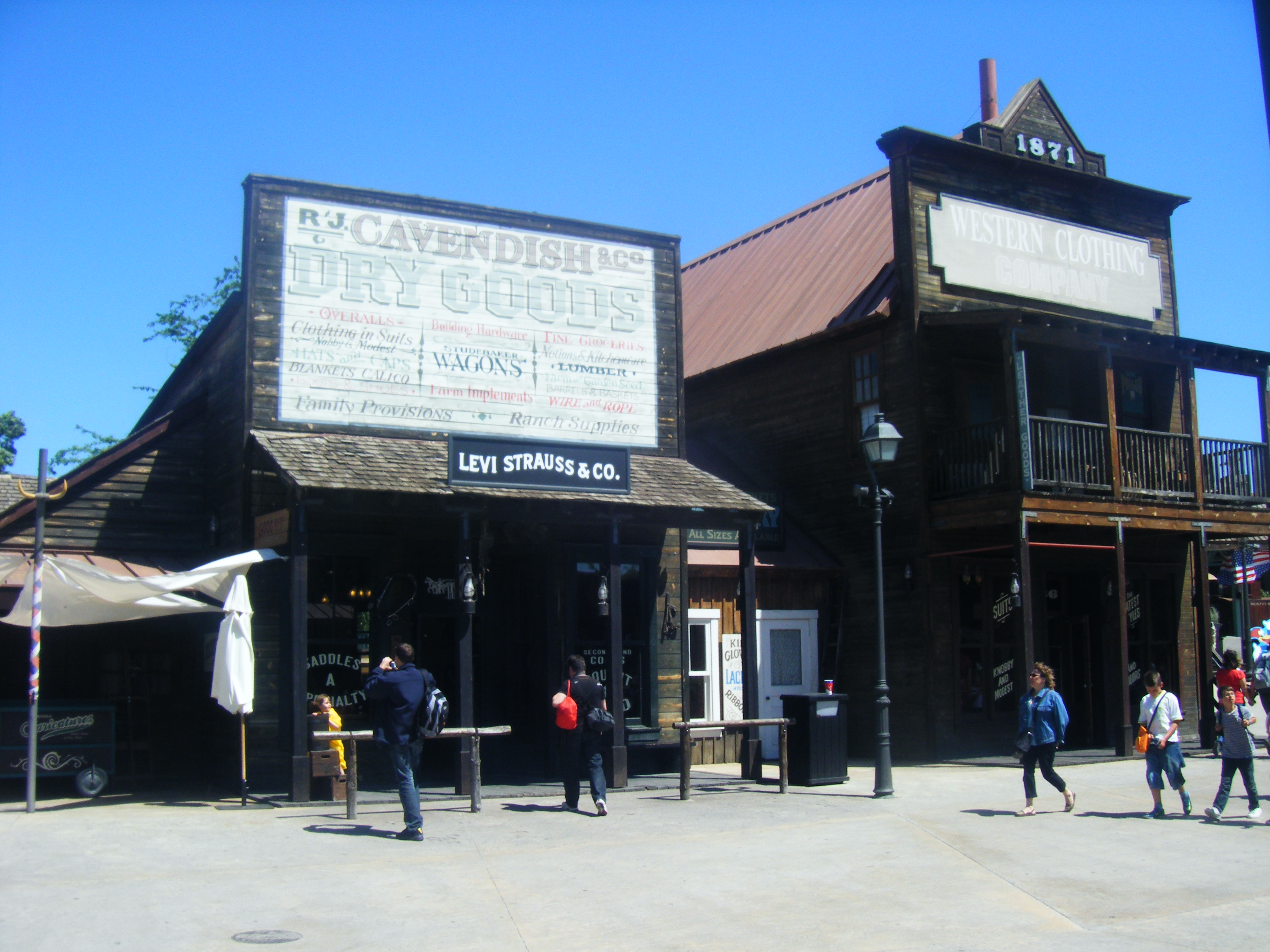
Faar West

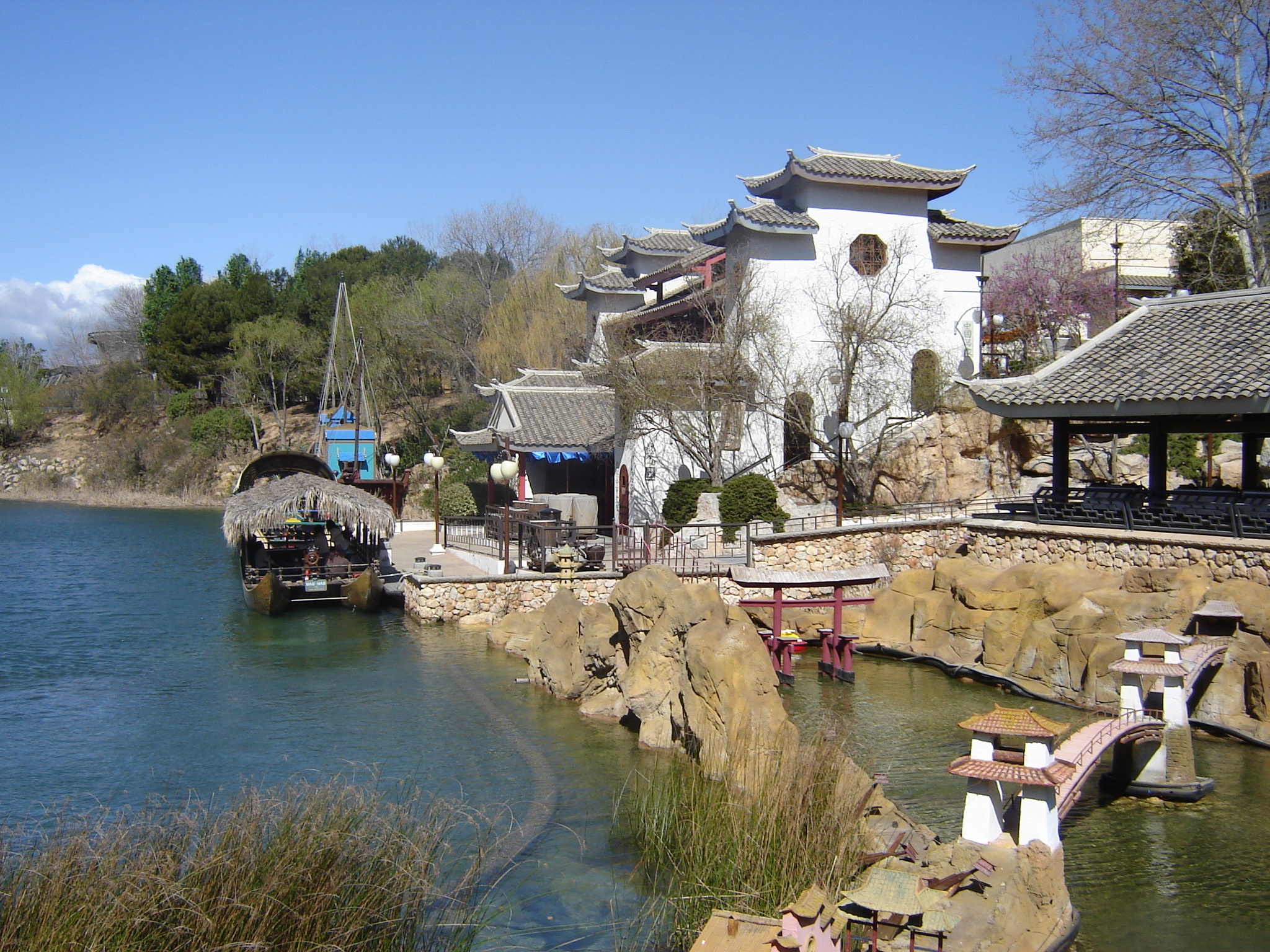
China

I den här delen av parken finns Port Aventuras huvudingång. Det finns endast två åkattraktioner i det här området. Däremot finns det ett flertal restauranger och affärer. Området är utformat som en typisk kuststad i Katalonien. Under högsäsong avfyrar man fyrverkerier, när parken stänger, från sjön i området. Följande åkattraktioner finns i området:
- Furius Baco - en berg- och dalbana som öppnade i juni 2007.
- Båttur - transporterar besökare från Mediterrania till Kina-området.

### Far West
Som namnet antyder är temat för den här delen av parken ett Western-tema. Det här området är det största i parken och innehåller följande åkattraktioner:
- Stampida - En "duellerande" berg- och dalbana i trä.
- Tomahawk - En mindre variant av Stampida, som ligger parallellt med den större varianten.
- [Silver River Flume] en log flume i vatten (flume ride).
- [Grand Canyon Rapids] En äventyrsbana i vatten med forsar och vattenfall.

### Mexico
Mexikosektionen har många likheter med Far West, men är fartfylld. Temat är uppbyggt kring Mexikos mayacivilisation.
Attraktionerna i sektionen är:
- Hurakan Condor - Ett 100 meter högt torn där passagerarna hissas upp, för att sedan falla nerför tornet.
- El Diablo - en gruvinspirerad berg- och dalbana med tunnlar och spiraler.

### China
Den här sektionen är byggd i kinesiskt tema, här finns flera åkattraktioner, framför allt Europas högsta berg- och dalbana Shambhala och även Dragon Khan, en av Europas största berg- och dalbanor.
Huvudattraktionerna är:
- Shambhala - Europas högsta berg- och dalbana, 76 meter hög, och även med den högsta backen, 78 meter.
- Dragon Khan är en av Europas största berg- och dalbanor, den har åtta inversioner och den vertikala loopen på 36 meter är en av Europas absolut högsta.

### Polynesia
En av de mindre sektionerna i parken, byggd i söderhavstema med tropiska växter.

### SésamoAventura
Den minsta parksektionen är tillägnad karaktärerna i Sesame Street, åkattraktionerna och showerna är här anpassade för små barn.

## Åkattraktioner

### Berg- och dalbanor
- Shambhala (Europas högsta berg- och dalbana)
- El Diablo
- Dragon Khan
- Furius Baco
- Stampida
- Tami-Tami
- Tomahawk